# Simone Sozza

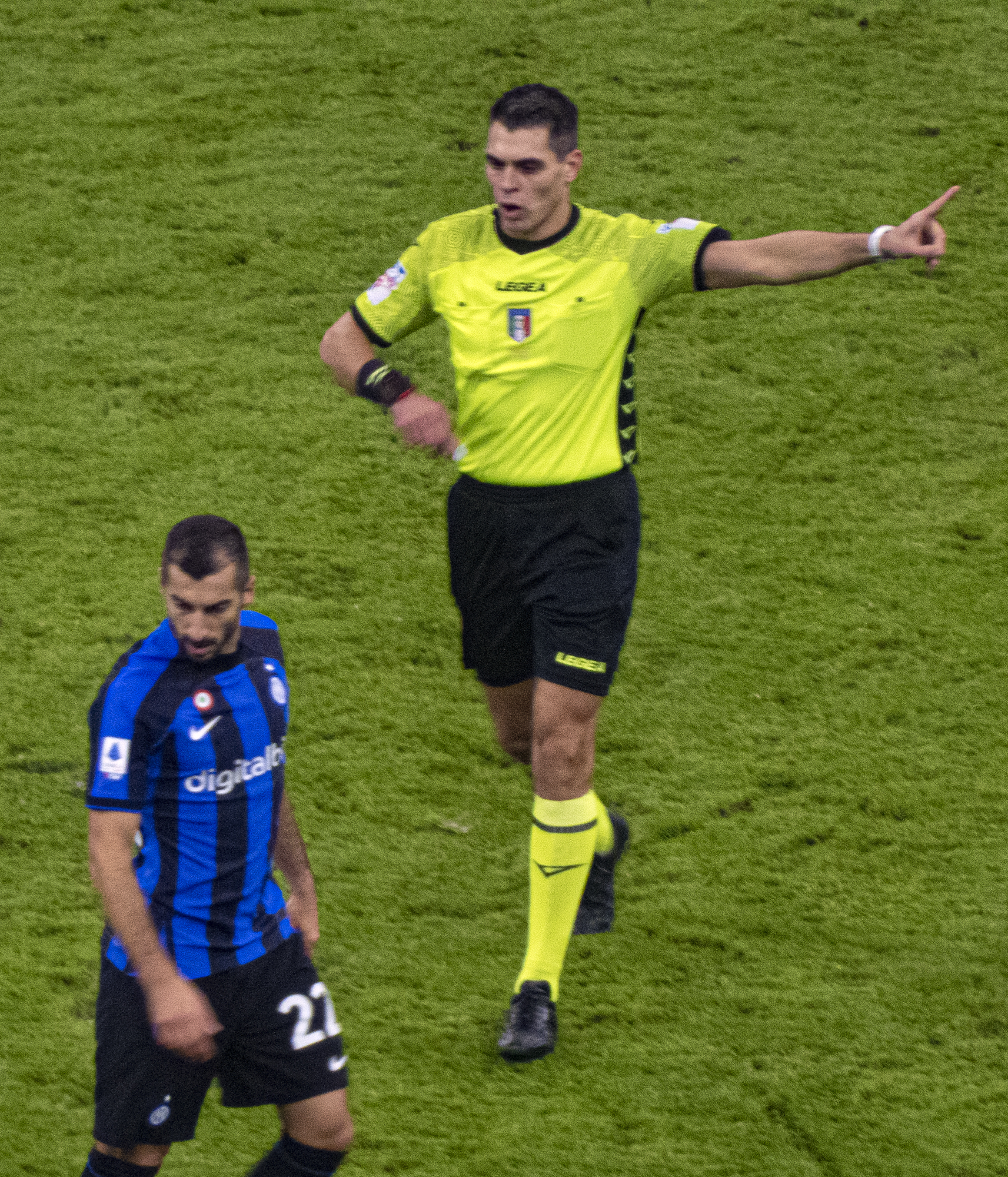
Simone Sozza (2023)

Simone Sozza (* 19. August 1987) ist ein italienischer Fußballschiedsrichter.
Sozza leitet seit der Saison 2019/20 Spiele in der italienischen Serie B und in der Serie A.
Seit 2023 steht Sozza auf der Liste der FIFA-Schiedsrichter und leitet internationale Fußballspiele. Daraufhin gab er am 5. Oktober 2023 in der Partie PAOK Thessaloniki gegen Eintracht Frankfurt (2:1) sein Debüt in der Europa Conference League. Im November 2023 hatte er seine ersten Einsätze in der Europa League.
Im Rahmen eines Schiedsrichter-Austauschprogramms zwischen CONMEBOL und UEFA nahm Sozza im Frühjahr 2023 an der U-17-Südamerikameisterschaft 2023 in Ecuador teil, bei der er drei Spiele leitete.